# Tartrato ferroso
El tartrato ferroso es un compuesto químico, sal ferrosa del ácido tartárico.

## Usos históricos
Se lo ha utilizado como suplemento nutricional para aportar hierro. durante el siglo XIX y hasta principios del siglo XX. Se lo preparaba usualmente en dosis para 30 días con 2 onzas (880gr) disueltas en una pinta de jerez. Su preparación suponía algunas dificultades.
Su uso histórico fue como tónico estomacal, y contra la anemia.